# Vernon (Vienne)
Pour les articles homonymes, voir Vernon.
Vernon est une commune du Centre-Ouest de la France, située dans le département de la Vienne en région Nouvelle-Aquitaine.

## Géographie
Vernon est une commune rurale.
Les habitants sont appelés les Vernonais et les Vernonaises.

### Communes limitrophes
|       | Nieuil-l'Espoir          | Fleuré                   |
| Gizay | Vernon                   | Dienné                   |
|       | Saint-Maurice-la-Clouère | Saint-Laurent-de-Jourdes |

### Géologie et relief
La région de Vernon présente un paysage de plaines vallonnées plus ou moins boisées.
La commune est traversée par le Miosson sur une longueur de 2 km. Le terroir se compose :
- de terres fortes, de bornais (ce sont des sols brun clair sur limons, profonds et humides, à tendance siliceuse) et d'argile à silex pour respectivement 55 %, 25 % et 9 % situés sur les plateaux du seuil du Poitou ;
- de 14 % de groies profondes dans les plaines calcaires. Les groies sont des terres du sud-ouest de la France, argilo-calcaires, peu profondes  - en général de moins de 50 cm d’épaisseur – et  plus ou moins riches en cailloux. Elles sont fertiles et saines et donc, propices à la polyculture céréalière mais elles s’assèchent vite.

En 2006, 75 % de la superficie de la commune était occupée par l'agriculture, 24 % par des forêts et des milieux semi-naturels et 2 % par des zones construites et aménagées par l'homme (voirie). La forêt privée représente 948 hectares soit 25 % du territoire communal. La présence de milieux naturels et semi-naturels riches et diversifiés sur le territoire communal permet d’offrir des conditions favorables à l’accueil de nombreuses espèces pour l'accomplissement de leur cycle vital (reproduction, alimentation, déplacement, refuge). Forêts, landes, prairies et pelouses, cours d’eau et zones humides … constituent ainsi des cœurs de biodiversité et/ou de véritables corridors biologiques.

### Hydrographie
La commune est traversée par 2 km de cours d'eau. Comme pour l'ensemble de la région Poitou-Charentes, la commune a vu la qualité de son eau se dégrader ces dernières années. Au déficit récurrent s'ajoute une pollution engendrée par les diverses activités humaines, notamment agricoles. Ainsi, la commune se situe en zone de répartition des eaux, où l'on observe une insuffisance chronique des ressources en eau par rapport aux besoins. Par ailleurs, elle est concernée par le classement en zones sensibles, où une élimination plus poussée des paramètres azote et/ou phosphore présents dans les eaux usées est nécessaire pour lutter contre les phénomènes d’ eutrophisation.
313 mares ont été répertoriées sur l’ensemble du territoire communal (30 000 recensées dans la région de Poitou-Charentes). Les mares de Poitou-Charentes ont été créées par l'homme, notamment pour répondre aux besoins en eau des habitants (mares communautaires), du cheptel ou à la suite d'activités extractives (argile, marne, pierres meulières). Très riches au niveau botanique, elles jouent un rôle majeur pour les batraciens (tritons, grenouilles), les reptiles (couleuvres) et les libellules. Elles sont un élément symbolique du patrimoine rural et du maintien de la biodiversité en zone de plaine et de bocage.

### Climat
Le climat qui caractérise la commune est qualifié, en 2010, de « climat océanique altéré », selon la typologie des climats de la France qui compte alors huit grands types de climats en métropole. En 2020, la commune ressort du même type de climat dans la classification établie par Météo-France, qui ne compte désormais, en première approche, que cinq grands types de climats en métropole. Il s’agit d’une zone de transition entre le climat océanique, le climat de montagne et le climat semi-continental. Les écarts de température entre hiver et été augmentent avec l'éloignement de la mer. La pluviométrie est plus faible qu'en bord de mer, sauf aux abords des reliefs.
Les paramètres climatiques qui ont permis d’établir la typologie de 2010 comportent six variables pour les températures et huit pour les précipitations, dont les valeurs correspondent à la normale 1971-2000. Les sept principales variables caractérisant la commune sont présentées dans l'encadré ci-après.
| Paramètres climatiques communaux sur la période 1971-2000 - Moyenne annuelle de température : 11,8 °C - Nombre de jours avec une température inférieure à −5 °C : 2,4 j - Nombre de jours avec une température supérieure à 30 °C : 5,8 j - Amplitude thermique annuelle : 15 °C - Cumuls annuels de précipitation : 773 mm - Nombre de jours de précipitation en janvier : 11,2 j - Nombre de jours de précipitation en juillet : 6,6 j |

Avec le changement climatique, ces variables ont évolué. Une étude réalisée en 2014 par la Direction générale de l'Énergie et du Climat complétée par des études régionales prévoit en effet que la  température moyenne devrait croître et la pluviométrie moyenne baisser, avec toutefois de fortes variations régionales. La station météorologique de Météo-France installée sur la commune et en service de 1986 à 2006 permet de connaître l'évolution des indicateurs météorologiques. Le tableau détaillé pour la période 1981-2010 est présenté ci-après.
| Mois                                  | jan.           | fév.          | mars         | avril       | mai         | juin         | jui.        | août        | sep.        | oct.          | nov.         | déc.           | année      |
| ------------------------------------- | -------------- | ------------- | ------------ | ----------- | ----------- | ------------ | ----------- | ----------- | ----------- | ------------- | ------------ | -------------- | ---------- |
| Température minimale moyenne (°C)     | 1,7            | 1,5           | 3,4          | 4,8         | 8,7         | 11,6         | 13,2        | 13,2        | 10          | 8,2           | 3,9          | 2,4            | 6,9        |
| Température moyenne (°C)              | 4,9            | 5,6           | 8,6          | 10,2        | 14,7        | 17,9         | 19,9        | 20,3        | 16,4        | 13,1          | 7,8          | 5,5            | 12,1       |
| Température maximale moyenne (°C)     | 8,2            | 9,6           | 13,8         | 15,7        | 20,7        | 24,1         | 26,5        | 27,4        | 22,9        | 18            | 11,7         | 8,7            | 17,3       |
| Record de froid (°C) date du record   | −15,5 13.01.87 | −12 10.02.86  | −11 01.03.05 | −4 21.04.91 | −1 14.05.95 | 3,5 08.06.89 | 6 17.07.00  | 4 31.08.86  | 1 25.09.02  | −4,5 30.10.97 | −10 24.11.98 | −10,5 31.12.96 | −15,5 1987 |
| Record de chaleur (°C) date du record | 17 05.01.99    | 24,5 15.02.98 | 26 19.03.05  | 30 30.04.05 | 34 27.05.05 | 38 22.06.03  | 38 22.07.90 | 42 05.08.03 | 36 03.09.05 | 29 12.10.01   | 22 11.11.95  | 18,5 16.12.89  | 42 2003    |
| Précipitations (mm)                   | 72,3           | 56,3          | 56,8         | 66,4        | 71,8        | 58,3         | 56,7        | 51,4        | 58,8        | 84,6          | 79,3         | 80,2           | 792,9      |

## Urbanisme

### Typologie
Au 1er janvier 2024, Vernon est catégorisée commune rurale à habitat dispersé, selon la nouvelle grille communale de densité à sept niveaux définie par l'Insee en 2022.
Elle est située hors unité urbaine. Par ailleurs la commune fait partie de l'aire d'attraction de Poitiers, dont elle est une commune de la couronne,. Cette aire, qui regroupe 97 communes, est catégorisée dans les aires de 200 000 à moins de 700 000 habitants,.

### Occupation des sols
L'occupation des sols de la commune, telle qu'elle ressort de la base de données européenne d’occupation biophysique des sols Corine Land Cover (CLC), est marquée par l'importance des territoires agricoles (74,6 % en 2018), une proportion identique à celle de 1990 (74,6 %). La répartition détaillée en 2018 est la suivante : 
terres arables (41,8 %), zones agricoles hétérogènes (30,8 %), forêts (23,2 %), prairies (2 %), zones urbanisées (1,6 %), milieux à végétation arbustive et/ou herbacée (0,6 %). L'évolution de l’occupation des sols de la commune et de ses infrastructures peut être observée sur les différentes représentations cartographiques du territoire : la carte de Cassini (XVIIIe siècle), la carte d'état-major (1820-1866) et les cartes ou photos aériennes de l'IGN pour la période actuelle (1950 à aujourd'hui).

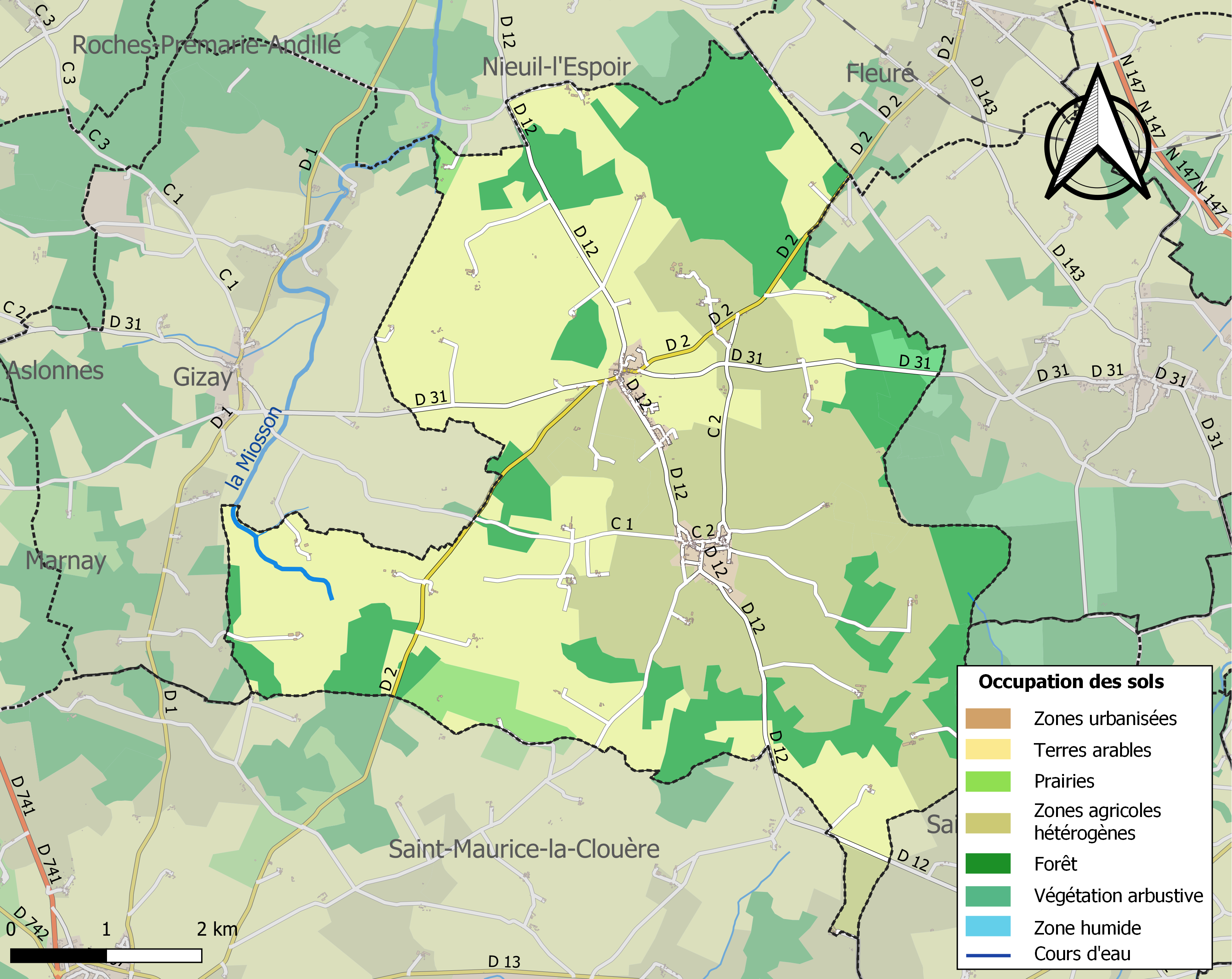
Carte des infrastructures et de l'occupation des sols de la commune en 2018 (CLC).

### Risques majeurs
Le territoire de la commune de Vernon est vulnérable à différents aléas naturels : météorologiques (tempête, orage, neige, grand froid, canicule ou sécheresse), inondations, feux de forêts, mouvements de terrains et séisme (sismicité modérée). Il est également exposé à deux risques technologiques,  le transport de matières dangereuses et le risque nucléaire. Un site publié par le BRGM permet d'évaluer simplement et rapidement les risques d'un bien localisé soit par son adresse soit par le numéro de sa parcelle.

#### Risques naturels
Certaines parties du territoire communal sont susceptibles d’être affectées par le risque d’inondation par débordement de cours d'eau, notamment la Miosson. La commune a été reconnue en état de catastrophe naturelle au titre des dommages causés par les inondations et coulées de boue survenues en 1982, 1983, 1987, 1999 et 2010,.
Vernon est exposée au risque de feu de forêt. En 2014, le deuxième plan départemental de protection des forêts contre les incendies (PDPFCI) a été adopté pour la période 2015-2024. Les obligations légales de débroussaillement dans le département sont définies dans un arrêté préfectoral du 29 mai 2015,, celles relatives à l'emploi du feu et au brûlage des déchets verts le sont dans un arrêté permanent du 24 mai 2015,.

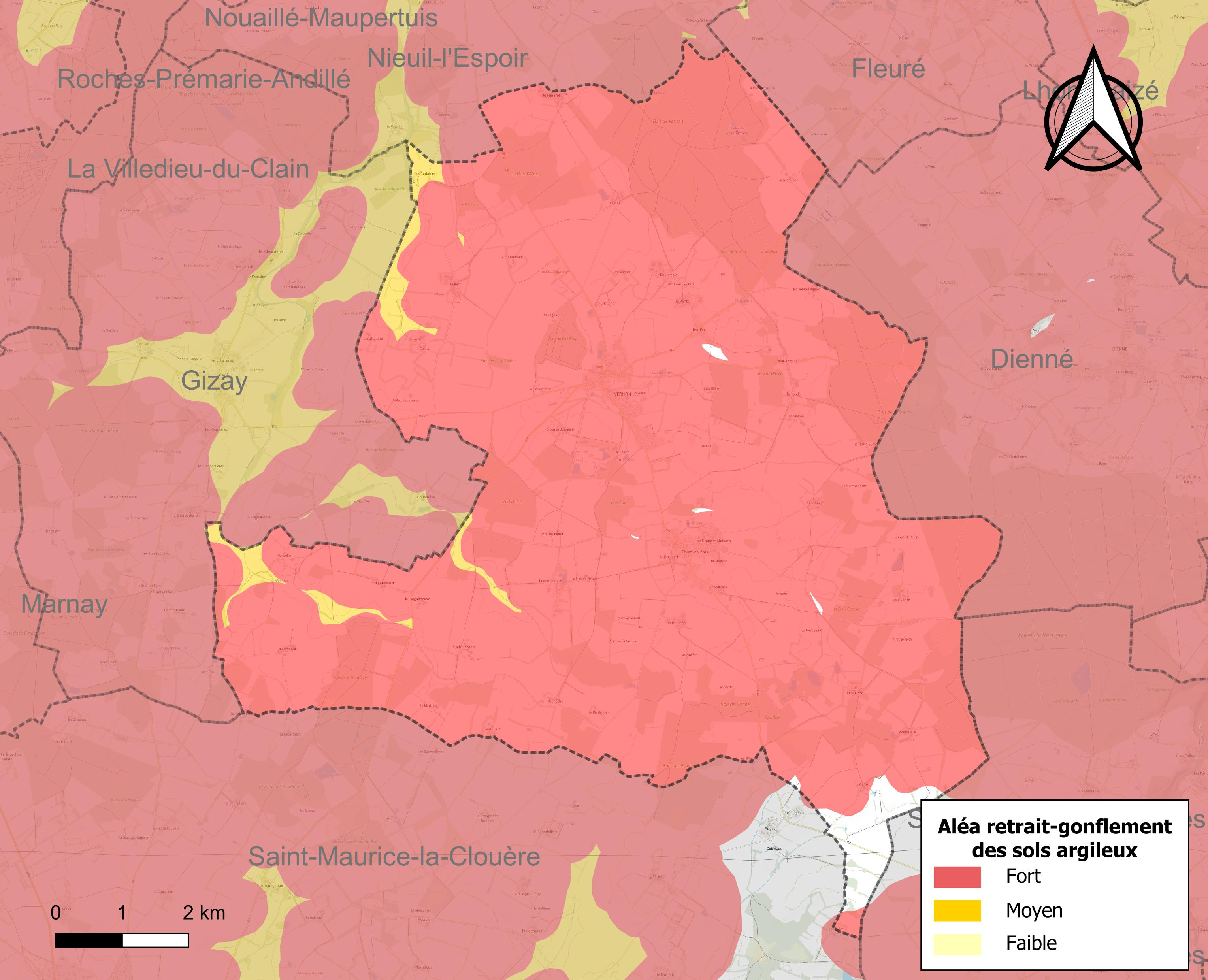
Carte des zones d'aléa retrait-gonflement des sols argileux de Vernon.

Les mouvements de terrains susceptibles de se produire sur la commune sont des tassements différentiels. Le retrait-gonflement des sols argileux est susceptible d'engendrer des dommages importants aux bâtiments en cas d’alternance de périodes de sécheresse et de pluie. 98,2 % de la superficie communale est en aléa moyen ou fort (79,5 % au niveau départemental et 48,5 % au niveau national). Depuis le 1er octobre 2020, en application de la loi ÉLAN, différentes contraintes s'imposent aux vendeurs, maîtres d'ouvrages ou constructeurs de biens situés dans une zone classée en aléa moyen ou fort,.
La commune a été reconnue en état de catastrophe naturelle au titre des dommages causés par la sécheresse en 1989, 1991, 2003, 2005, 2011 et 2017 et par des mouvements de terrain en 1999 et 2010.

#### Risque technologique
La commune étant située dans le périmètre du plan particulier d'intervention (PPI) de 20 km autour de la centrale nucléaire de Civaux, elle est exposée au risque nucléaire. En cas d'accident nucléaire, une alerte est donnée par différents médias (sirène, sms, radio, véhicules). Dès l'alerte, les personnes habitant dans le périmètre de 2 km se mettent à l'abri. Les personnes habitant dans le périmètre de 20 km peuvent être amenées, sur ordre du préfet, à évacuer et ingérer des comprimés d’iode stable,,.

## Toponymie
Vernon est un nom d'origine botanique, « verne », c'est-à-dire « aulne ».
Le nom du bourg proviendrait du celte et du gaulois et indiquerait un marché situé autour ou proche d'un arbre.

## Histoire
La paroisse apparaît tardivement dans les textes (1274). Elle dépend, jusqu'à la Révolution, du sous-chantre du chapitre cathédral de Poitiers, qui nomme donc le curé.
L'ancienne commune de Chiré-les-Bois a été unie à celle de Vernon par ordonnance royale du 1er décembre 1819.

## Politique et administration

### Liste des maires
| Période                                  | Période      | Identité           | Étiquette | Qualité |
| ---------------------------------------- | ------------ | ------------------ | --------- | ------- |
|                                          |              |                    |           |         |
| mars 2001                                | février 2004 | Frédéric Schneider | PRG       |         |
| mars 2004                                | mars 2014    | Jean-Paul Gatineau |           |         |
| mars 2014                                | En cours     | Bertrand Hérault   |           |         |
| Les données manquantes sont à compléter. |              |                    |           |         |

### Services publics
Les réformes successives de La Poste ont conduit à la fermeture de nombreux bureaux de poste ou à leur transformation en simple relais. Toutefois, la commune a pu maintenir le sien.

### Instances judiciaires et administratives
La commune relève du tribunal d'instance de Poitiers, du tribunal de grande instance de Poitiers, de la cour d'appel  de Poitiers, du tribunal pour enfants de Poitiers, du conseil de prud'hommes de Poitiers, du tribunal de commerce de Poitiers, du tribunal administratif de Poitiers et de la cour administrative d'appel  de  Bordeaux, du tribunal des pensions de Poitiers, du tribunal des affaires de la Sécurité sociale de la Vienne, de la cour d’assises de la Vienne.

## Population et société

### Démographie
L'évolution du nombre d'habitants est connue à travers les recensements de la population effectués dans la commune depuis 1793. Pour les communes de moins de 10 000 habitants, une enquête de recensement portant sur toute la population est réalisée tous les cinq ans, les populations de référence des années intermédiaires étant quant à elles estimées par interpolation ou extrapolation. Pour la commune, le premier recensement exhaustif entrant dans le cadre du nouveau dispositif a été réalisé en 2006.

En 2022, la commune comptait 721 habitants, en évolution de +3,59 % par rapport à 2016 (Vienne : +0,6 %, France hors Mayotte : +2,11 %).
| 1793 | 1800 | 1806 | 1821 | 1831 | 1836 | 1841 | 1846 | 1851 |
| ---- | ---- | ---- | ---- | ---- | ---- | ---- | ---- | ---- |
| 520  | 442  | 415  | 700  | 760  | 900  | 927  | 945  | 870  |

| 1856 | 1861 | 1866 | 1872 | 1876 | 1881 | 1886 | 1891 | 1896 |
| ---- | ---- | ---- | ---- | ---- | ---- | ---- | ---- | ---- |
| 860  | 834  | 874  | 807  | 852  | 913  | 904  | 924  | 916  |

| 1901 | 1906 | 1911 | 1921 | 1926 | 1931 | 1936 | 1946 | 1954 |
| ---- | ---- | ---- | ---- | ---- | ---- | ---- | ---- | ---- |
| 869  | 909  | 892  | 821  | 755  | 734  | 711  | 670  | 644  |

| 1962 | 1968 | 1975 | 1982 | 1990 | 1999 | 2006 | 2011 | 2016 |
| ---- | ---- | ---- | ---- | ---- | ---- | ---- | ---- | ---- |
| 604  | 552  | 431  | 469  | 540  | 583  | 610  | 631  | 696  |

| 2021 | 2022 | - | - | - | - | - | - | - |
| ---- | ---- | - | - | - | - | - | - | - |
| 719  | 721  | - | - | - | - | - | - | - |

Vernon a connu une hausse de 8,6 % de sa population par rapport à 1999.
En 2008, selon l'Insee, la densité de population de la commune était de 16 hab./km2, contre 61 hab./km2 pour le département, 68 hab./km2 pour la région Poitou-Charentes et 115 hab./km2 pour la France.

### Enseignement
La commune de Vernon dépend de l'académie de Poitiers et son école primaire publique dépend de l'inspection académique de la Vienne.

## Économie

### Agriculture
Selon la direction régionale de l'Alimentation, de l'Agriculture et de la Forêt de Poitou-Charentes, il n'y a plus que 28 exploitations agricoles en 2010 contre 45 en 2000.
Les surfaces agricoles utilisées ont diminué et sont passées de 2 487 hectares en 2000 à 2 272 hectares en 2010. 41 % des surfaces agricoles sont destinées à la culture des céréales (blé tendre essentiellement mais aussi orges et maïs), 19 % pour les oléagineux (colza et tournesol), 29 % pour le fourrage et 7 % restent en herbe. En 2000, 3 hectares (1 en 2010) étaient consacrés à la vigne.
8 exploitations en 2010 (contre 13 en 2000) abritent un élevage de bovins (1 189 têtes en 2010 contre 1 172 têtes en 2000). C’est un des troupeaux de bovins importants de la Vienne qui rassemblent 48 000 têtes en 2011. 10 exploitations en 2010 (contre 13 en 2000) abritent un élevage d'ovins en augmentation (3 319 têtes en 2010 contre 1 967 têtes en 2000). Cette évolution est inverse à la tendance globale du département de la Vienne. En effet, le troupeau d’ovins, exclusivement destiné à la production de viande, a diminué de 43,7 % de 1990 à 2007. L'élevage de volailles a disparu au cours de cette décennie (8 032 têtes têtes réparties sur 17 fermes en 2000). La commune accueille, par ailleurs, un troupeau important de caprins : 1 829 têtes en 2010 réparties sur 4 fermes contre 1 159 têtes en 2000 pour 5 exploitations. C'est l'un des plus importants du département de la Vienne (74 500 têtes en 2011) qui est le deuxième département pour l’élevage des chèvres derrière le département des Deux-Sèvres.

### Commerce
En 2009, selon l'Insee, il restait un seul commerce : un bar-restaurant.

## Culture locale et patrimoine

### Lieux et monuments

#### Patrimoine civil et religieux
- Église Saint-Christophe dont l'abside est inscrite comme monument historique depuis 1931[37].
- Église Saint-Cyr et Sainte-Julitte.
- Le château a été acheté récemment et rénové. Il date du XVIIe siècle. Il présente une collection de plus de 50 berlines, cabriolets, coupés, voitures de sports et voitures de pompiers de 1920 à nos jours.
- Le château du Breuil est inscrit comme monument historique depuis 2004 pour son logis, ses communs et sa conciergerie.

#### Patrimoine naturel

##### Arbres remarquables
Selon l'Inventaire des arbres remarquables de Poitou-Charentes, il y a un arbre remarquable sur la commune qui est un cormier.

##### Le plateau de Fontcoudreau
Le plateau de Fontcoudreau est situé à une dizaine de kilomètres à l’est de Gençay. Le site est à cheval sur plusieurs communes : Brion, Dienné, Saint-Laurent-de-Jourdes, Saint-Maurice-la-Clouère et de Vernon. C'est une zone naturelle d'intérêt écologique, faunistique et floristique (ZNIEFF) qui couvre 16 % du territoire communal.
Le relief du plateau est très homogène. Son altitude moyenne est de l’ordre de 130 mètres. Il est constitué de calcaires et d’argiles lacustres. Sur ces sols de « terres fortes » très argileux, tantôt saturés ou calcaires, tantôt acides et riches en cailloux et blocs de meulières, plusieurs dizaines de mares ont été créées autrefois par l’homme pour l’extraction de marne. Ces mares sont dispersées au sein d’un paysage semi-naturel où les prairies pâturées et les haies bocagères dominent, interrompues par quelques bosquets.
Elles constituent de nos jours un habitat de choix pour une faune d’amphibiens d’une diversité exceptionnelle (12 espèces différentes recensées) qui a justifié son classement et sa protection. Y ont été recensés: 
- le Triton crêté : c’est une espèce menacée dans toute l’Europe de l’Ouest. On peut le découvrir dans la quasi-totalité des mares du plateau. De fortes densités, jusqu’à plus d’une centaine d’individus sur des mares dont la surface n’excède pas quelques m2, ont pu être constatées par les naturalistes. Le Triton crêté est caractérisé par sa grande taille et sa face ventrale jaune maculée de taches noires. Cette espèce affectionne surtout les paysages ouverts tels que les prairies en zones bocagères, pourvus de mares assez profondes, bien éclairées et munies de berges en pente douce. C'est sur ces berges qu'ont lieu la ponte et le développement de ses larves. Devenus adultes, les tritons crêtés mènent une vie terrestre durant la plus grande partie de l’année en dehors des 3-4 mois que dure la période de reproduction marquée par des rituels de parade spectaculaires. Diurnes à l’état larvaires, ils deviennent nocturnes une fois adultes et se nourrissent alors de petits mollusques, de vers, de larves diverses et de têtards des autres amphibiens. D’octobre à mars, ils hivernent dans des galeries ou sous des pierres. Ils mènent, alors, une vie au ralentie au cours de laquelle ils ne se nourrissent pas. La raréfaction des paysages agricoles traditionnels avec l’arrachage des haies, les remembrements, le comblement des mares et la reconversion des prairies naturelles en cultures constituent aujourd’hui les principales menaces pesant sur l’espèce. Le maintien de réseaux de mares présentant des connexions entre elles (prairies naturelles, corridors de haies) et permettant le brassage des populations est une des conditions indispensables à sa survie.
- le triton marbré,
- la Rainette verte dont plus de 100 individus ont pu être comptés sur une seule mare de 100 m2 en zone bocagère,
- le Crapaud calamite qui se reproduit quant à lui dans les prairies et les jachères inondées.
- La Grenouille de Lesson,
- la Pélodyte ponctué.

### Personnalités liées à la commune
Thierry Leguerson, double champion du marathon de New York (2001 et 2002), vice-champion olympique aux jeux d'Atlanta. Actuel entraineur de l'équipe de course de fond de la fédération kenyane en parallèle avec son activité de comptable[réf. nécessaire][pertinence contestée].